# Schloss Sanditten
Das Schloss Sanditten war ein Barockschloss in Sanditten, heute Oblast Kaliningrad (Gebiet Königsberg (Preußen), Russland).

## Geschichte

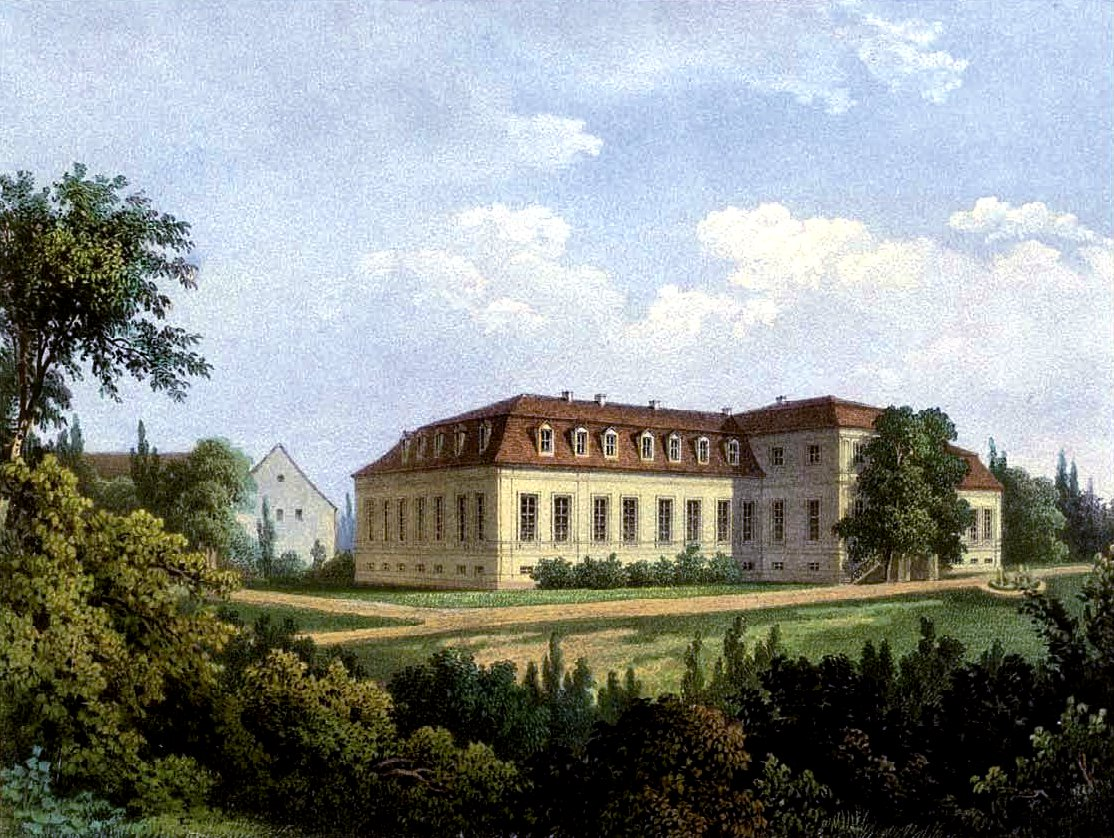
Das Schloss Sanditten in der Sammlung Alexander Duncker

Georg von Schlieben aus Sachsen zog 1454 mit 500 Reitern nach Ostpreußen, um den Deutschen Orden zu unterstützen. Sein Sohn Dietrich von Schlieben kaufte Gut Sanditten. Das Barockschloss in Sanditten wurde unter Graf Georg Christoph von Schlieben (1676–1748) zu Beginn des 18. Jahrhunderts im Flusstal der Pregel errichtet. Der Baumeister ist unbekannt. 1830 erhielt das Gebäude einen klassizistischen Säulenvorbau mit Portal. In der Nacht vom 12. auf den 13. September 1856 übernachtete hier König Friedrich Wilhelm IV. auf dem Weg zur Kircheneinweihung in Schirwindt (heute russisch: Kutusowo). Einige Jahre später hielt sich hier der Kronprinz und spätere König auf, der allerdings nicht im Schloss empfangen wurde, sondern in einer Lichtung im Sanditter Wald ein Picknick einnahm. Sowohl im Ersten Weltkrieg als auch im Zweiten Weltkrieg wurde das Schloss von Russen bzw. von Angehörigen der Roten Armee seines wertvollen Inventars beraubt. Letzter Herr auf Sanditten war Graf Georg Günther von Schlieben (1891–1974). Der Gutsbetrieb hatte vor 1945 eine Größe von etwa 2250 Hektar.
Das Schloss überstand den Zweiten Weltkrieg und diente danach als Gefangenenlager. 1951 wurde es gesprengt und weitgehend zerstört.

## Bauwerk
Das Schloss war eine geräumige Anlage im Stil des Hochbarock, die um einen Ehrenhof gruppiert war. Der Hauptbau an der einen Seite des Ehrenhofs war einstöckig und durch ein dreiachsiges Mittelstück akzentuiert. An den Längsseiten des Ehrenhofs befanden sich Seitenflügel. Vom Bau sind heute noch Ruinenreste vorhanden, auch einige Wirtschaftsgebäude, die sogar noch Verwendung finden.